# Tendão flexor comum

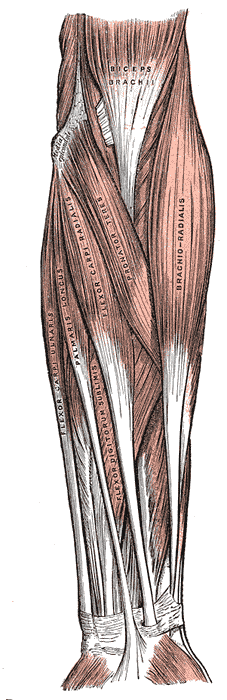
Vista palmar do antebraço esquerdo. O tendão pode ser visto no canto superior esquerdo.

O tendão flexor comum é um tendão que serve de origem para os músculos palmares do antebraço superficiais, que são o pronador redondo, o flexor radial do carpo, o palmar longo, o flexor ulnar do carpo e o flexor superficial dos dedos. É ligado ao epicôndilo medial do úmero.